# Coupe afro-asiatique des nations
La Coupe afro-asiatique des nations est une ancienne compétition de football organisée conjointement par la Confédération africaine de football et la Confédération asiatique de football. Elle opposait chaque année les vainqueurs de la Coupe d'Afrique des nations à celui de la Coupe d'Asie des nations en deux matchs aller/retour.

## Palmarès
| Année | Vainqueur                                                                 | Aller                                                                     | Résultat                                                                  | Retour                                                                    | Finaliste                                                                 |
| 1978  | Finale retour non jouée Ghana- Iran (l'Iran remporte la finale aller 3-0) | Finale retour non jouée Ghana- Iran (l'Iran remporte la finale aller 3-0) | Finale retour non jouée Ghana- Iran (l'Iran remporte la finale aller 3-0) | Finale retour non jouée Ghana- Iran (l'Iran remporte la finale aller 3-0) | Finale retour non jouée Ghana- Iran (l'Iran remporte la finale aller 3-0) |
| 1985  | Cameroun                                                                  | 4-1                                                                       | 5-3                                                                       | 1-2                                                                       | Arabie saoudite                                                           |
| 1988  | Corée du Sud                                                              | -                                                                         | 1-1 (4-3 TAB)                                                             | -                                                                         | Égypte                                                                    |
| 1991  | Algérie                                                                   | 1-0                                                                       | 2-2                                                                       | 1-2                                                                       | Iran                                                                      |
| 1993  | Japon                                                                     | -                                                                         | 1-0 a. p.                                                                 | -                                                                         | Côte d'Ivoire                                                             |
| 1995  | Nigeria                                                                   | 3-2                                                                       | 4-2                                                                       | 1-0                                                                       | Ouzbékistan                                                               |
| 1999  | Afrique du Sud                                                            | 1-0                                                                       | 1-0                                                                       | 0-0                                                                       | Arabie saoudite                                                           |
| 2007  | Japon                                                                     | -                                                                         | 4-1                                                                       | -                                                                         | Égypte                                                                    |

## Bilan
| Rang | Équipe          | Vainqueur      | Finaliste      |
| ---- | --------------- | -------------- | -------------- |
| 1    | Japon           | 2 (1993, 2007) | 0              |
| 2    | Cameroun        | 1 (1985)       | 0              |
| 2    | Corée du Sud    | 1 (1987)       | 0              |
| 2    | Algérie         | 1 (1991)       | 0              |
| 2    | Nigeria         | 1 (1995)       | 0              |
| 2    | Afrique du Sud  | 1 (1997)       | 0              |
| 3    | Arabie saoudite | 0              | 2 (1985, 1997) |
| 3    | Égypte          | 0              | 2 (1987, 2007) |
| 4    | Iran            | 0              | 1 (1991)       |
| 4    | Côte d'Ivoire   | 0              | 1 (1993)       |
| 4    | Ouzbékistan     | 0              | 1 (1995)       |